# Yverdon-Sport Football Club 2022-2023
Questa voce raccoglie le informazioni riguardanti l'Yverdon-Sport Football Club nelle competizioni ufficiali della stagione 2022-2023.

## Stagione
Nella stagione 2022-2023 l'Yverdon, allenato da Marco Schällibaum, concluse il campionato di Challenge League al 1º posto e fu promosso in Super League. In Coppa Svizzera l'Yverdon fu eliminato al secondo turno dallo Sciaffusa.

## Rosa
| N. |                                 | Ruolo | Calciatore       |
| -- | ------------------------------- | ----- | ---------------- |
| 1  | Svizzera (bandiera)             | P     | Tim Spycher      |
| 2  | Svizzera (bandiera)             | D     | Sandro Theler    |
| 3  | Danimarca (bandiera)            | D     | Aris Sörensen    |
| 4  | Bosnia ed Erzegovina (bandiera) | D     | Sead Hajrović    |
| 6  | Francia (bandiera)              | D     | William Le Pogam |
| 7  | Guinea-Bissau (bandiera)        | A     | Mauro Rodrigues  |
| 8  | Francia (bandiera)              | C     | Hugo Fargues     |
| 9  | Italia (bandiera)               | C     | Serigne Thioune  |
| 10 | Svizzera (bandiera)             | C     | Ali Kabacalman   |
| 11 | Guinea-Bissau (bandiera)        | A     | Marculino Ninte  |
| 14 | Svizzera (bandiera)             | A     | Johan Kury       |
| 16 | Svizzera (bandiera)             | D     | Nicolas Gétaz    |
| 17 | Svizzera (bandiera)             | A     | Haris Samardzic  |
| 18 | Svizzera (bandiera)             | C     | Nehemie Lusuena  |
| 19 | Svizzera (bandiera)             | A     | Jessé Hautier    |

| N. |                           | Ruolo | Calciatore       |
| -- | ------------------------- | ----- | ---------------- |
| 20 | Costa d'Avorio (bandiera) | A     | Koro Koné        |
| 21 | Svizzera (bandiera)       | C     | Alan Rodriguez   |
| 22 | Svizzera (bandiera)       | P     | Kevin Martin     |
| 23 | Svizzera (bandiera)       | D     | Miguel Rodrigues |
| 24 | Camerun (bandiera)        | C     | Christian Zock   |
| 25 | Camerun (bandiera)        | A     | Steve Beleck     |
| 26 | Brasile (bandiera)        | C     | Silva            |
| 29 | Svizzera (bandiera)       | A     | Théo Berdayes    |
| 32 | Svizzera (bandiera)       | D     | Anthony Sauthier |
| 68 | Francia (bandiera)        | A     | Brian Beyer      |
| 70 | Francia (bandiera)        | A     | Evans Maurin     |
| 71 | RD del Congo (bandiera)   | D     | Breston Malula   |
| 91 | Svizzera (bandiera)       | C     | Lirik Vishi      |
| 99 | Svizzera (bandiera)       | P     | Mirco Mazzeo     |

## Organigramma societario
Area tecnica
- Allenatore: Marco Schällibaum
- Allenatore in seconda: Alex Weaver
- Preparatore dei portieri: Mickael Castejon, José Varquez
- Preparatori atletici: Romain Tanniger

## Calciomercato

### Sessione estiva
| Acquisti | Acquisti        | Acquisti        | Acquisti |
| R.       | Nome            | da              | Modalità |
| -------- | --------------- | --------------- | -------- |
| C        | Serigne Thioune | Cittadella      |          |
| C        | Lirik Vishi     | Basilea II      |          |
| D        | Anthony Baron   | Stade Nyonnais  |          |
| A        | Théo Berdayes   | Sion            |          |
| A        | Mauro Rodrigues | Sion            |          |
| P        | Mirco Mazzeo    | Vevey United    |          |
| A        | Fabio Morelli   | Bienne          |          |
| D        | Loïc Ombala     | Bellinzona      |          |
| C        | Alan Rodriguez  | Xamax Neuchâtel |          |
| A        | Haris Samardzic | Köniz           |          |
| D        | Aris Sörensen   | Chiasso         |          |
| P        | Tim Spycher     | Basilea         |          |
| D        | Sandro Theler   | Sion            |          |

| Cessioni | Cessioni         | Cessioni             | Cessioni |
| R.       | Nome             | a                    | Modalità |
| -------- | ---------------- | -------------------- | -------- |
| D        | Luca Jaquenoud   | Sion II              |          |
| C        | Noah Kamé Ekué   | Chiasso              |          |
| D        | Anthony Baron    | Servette             |          |
| D        | Loïc Ombala      | Étoile Carouge       |          |
| P        | Damien Buchard   | Vevey United         |          |
| A        | Fabio Morelli    | Bienne               |          |
| C        | Mischa Eberhard  | Aarau                |          |
| A        | Allan Eleouet    | Tuzla City           |          |
| A        | Fabio Delgado    | Portalban/Gletterens |          |
| P        | Mirko Salvi      | Basilea              |          |
| D        | Anthony Sauthier | Servette             |          |

### Sessione invernale
| Acquisti | Acquisti     | Acquisti | Acquisti |
| R.       | Nome         | da       | Modalità |
| -------- | ------------ | -------- | -------- |
| A        | Evans Maurin | Chiasso  |          |

| Cessioni | Cessioni | Cessioni | Cessioni |
| R.       | Nome     | a        | Modalità |
| -------- | -------- | -------- | -------- |

## Risultati

### Challenge League

#### Prima fase, girone di andata
| Arbitro: | Thies |

|                              |           |            |
| Fargues 11’ Beyer 55’ (rig.) | Marcatori | 40’ Kadima |

| Arbitro: | Huwiler |

|                                        |           |                           |
| Çiçek 3’, 90’ (rig.) Malula 84’ (aut.) | Marcatori | 21’, 68’ Koné 41’ Fargues |

| Arbitro: | Turkes |

|                                   |           |           |
| Koné 9’, 34’ (rig.) Rodrigues 90’ | Marcatori | 47’ Toure |

| Arbitro: | Odiet |

|                      |           |                                   |
| Pasche 32’ Koide 63’ | Marcatori | 31’, 82’ (rig.) Koné 77’ Berdayes |

| Arbitro: | Gianforte |

|          |           |                                    |
| Koné 54’ | Marcatori | 9’ Montolio 14’ Silvio 38’ Bahloul |

| Arbitro: | Thies |

|                   |           |                       |
| Müller 13’ (rig.) | Marcatori | 47’ Vishi 62’ Hautier |

| Arbitro: | Odiet |

|  |           |          |
|  | Marcatori | 9’ Souza |

| Arbitro: | Huwiler |

|                          |           |                        |
| Labeau 6’, 46’ Giger 14’ | Marcatori | 35’ Sauthier 61’ Beyer |

| Arbitro: | Dudic |

|                     |           |                         |
| Pogam 74’ Beyer 82’ | Marcatori | 65’ Fazliu 75’ Gjorgjev |

#### Prima fase, girone di ritorno
| Arbitro: | Odiet |

|                                                 |           |  |
| Montolio 22’ Reichmuth 32’ Muci 71’ Staubli 84’ | Marcatori |  |

| Arbitro: | Dedukic |

|                                    |           |  |
| Berdayes 21’ Hautier 31’ Vishi 53’ | Marcatori |  |

| Arbitro: | Gianforte |

|             |           |                           |
| Bertone 73’ | Marcatori | 11’, 32’ Koné 47’ Hautier |

| Arbitro: | Huwiler |

|                 |           |                        |
| Gétaz 9’ (aut.) | Marcatori | 71’ Beyer 90’ Sauthier |

| Arbitro: | Thies |

|                                                     |           |  |
| Hautier 8’ Koné 23’ Kabacalman 90’ (rig.) Vishi 90’ | Marcatori |  |

| Arbitro: | Schärli |

|                                        |           |                   |
| Jäckle 22’ Silva 69’ Fazliu 76’ (rig.) | Marcatori | 52’, 71’ Berdayes |

| Arbitro: | Huwiler |

|                                 |           |           |
| Silva 69’ Vishi 85’ Thioune 90’ | Marcatori | 89’ Đokić |

| Arbitro: | Staubli |

|                                        |           |  |
| Danho 16’, 28’, 66’ Okou 49’ Qarri 64’ | Marcatori |  |

| Arbitro: | Cibelli |

|                          |           |                    |
| Koné 4’, 72’ Lusuena 90’ | Marcatori | 16’ (rig.) Nuzzolo |

#### Seconda fase, girone di andata
| Arbitro: | Huwiler |

|  |           |                           |
|  | Marcatori | 70’ Rodrigues 79’ Hautier |

| Arbitro: | Odiet |

|             |           |  |
| Lusuena 70’ | Marcatori |  |

| Arbitro: | Thies |

|           |           |                         |
| Vladi 90’ | Marcatori | 16’ Malula 66’ Berdayes |

| Arbitro: | Qovanaj |

|                |           |                       |
| Beyer 49’, 85’ | Marcatori | 51’ Omerović 90’ Fehr |

| Arbitro: | Sanli |

|                                               |           |              |
| Kyeremateng 17’ Malula 76’ (aut.) Oberlin 77’ | Marcatori | 67’ Berdayes |

| Arbitro: | Wolfensberger |

|           |           |               |
| Beyer 31’ | Marcatori | 90’ Lukembila |

| Arbitro: | Schärli |

|              |           |                      |
| Del Toro 64’ | Marcatori | 90’ Hautier 90’ Kury |

| Arbitro: | Drmic |

|                        |           |  |
| Beyer 6’ Rodrigues 66’ | Marcatori |  |

| Arbitro: | Kanagasingam |

|                     |           |  |
| Labeau 3’ Baldé 90’ | Marcatori |  |

#### Seconda fase, girone di ritorno
| Arbitro: | Kanagasingam |

|                         |           |  |
| Beyer 17’ Rodrigues 61’ | Marcatori |  |

| Arbitro: | Turkes |

|                                          |           |                                                     |
| Padula 14’ Mariani 32’ Müller 38’ (rig.) | Marcatori | 25’ (rig.) Kabacalman 50’ Beyer 78’ Ninte 82’ Vishi |

| Arbitro: | Thies |

|             |           |                                  |
| Hautier 51’ | Marcatori | 36’ Chácon 83’ (rig.) Cortelezzi |

| Vaduz 30 aprile 2023, ore 14:15 CEST 31ª giornata | Vaduz | 0 – 0 referto | Yverdon | Rheinpark (1 532 spett.)\| Arbitro: \| Odiet \| |
| Arbitro:                                          | Odiet |               |         |                                                 |

| Arbitro: | Fähndrich |

|           |           |  |
| Beyer 59’ | Marcatori |  |

| Arbitro: | Schärli |

|                |           |  |
| Kabacalman 90’ | Marcatori |  |

| Arbitro: | Wolfensberger |

|                                          |           |               |
| Okou 22’ (rig.), 27’ Danho 72’ Mulaj 85’ | Marcatori | 16’ Rodrigues |

| Arbitro: | Dudic |

|                   |           |               |
| Enzler 17’ (aut.) | Marcatori | 15’ Cvetković |

| Arbitro: | Kanagasingam |

|  |           |                    |
|  | Marcatori | 8’ Gétaz 66’ Beyer |

### Coppa Svizzera
| Arbitro: | Schnyder |

|             |           |                                 |
| Alvarez 18’ | Marcatori | 49’ Berdayes 75’, 77’ Rodrigues |

| Arbitro: | Fähndrich |

|                                              |           |          |
| Bobadilla 17’, 20’ Lurvink 45’ Sliskovic 90’ | Marcatori | 1’ Beyer |

## Statistiche

### Statistiche di squadra
| Competizione     | Punti | In casa | In casa | In casa | In casa | In casa | In casa | In trasferta | In trasferta | In trasferta | In trasferta | In trasferta | In trasferta | Totale | Totale | Totale | Totale | Totale | Totale | DR  |
| Competizione     | Punti | G       | V       | N       | P       | Gf      | Gs      | G            | V            | N            | P            | Gf           | Gs           | G      | V      | N      | P      | Gf     | Gs     | DR  |
| ---------------- | ----- | ------- | ------- | ------- | ------- | ------- | ------- | ------------ | ------------ | ------------ | ------------ | ------------ | ------------ | ------ | ------ | ------ | ------ | ------ | ------ | --- |
| Challenge League | 66    | 18      | 11      | 4       | 3       | 33      | 16      | 18           | 9            | 2            | 7            | 31           | 37           | 36     | 20     | 6      | 10     | 64     | 53     | +11 |
| Coppa Svizzera   | -     | 0       | 0       | 0       | 0       | 0       | 0       | 2            | 1            | 0            | 1            | 4            | 5            | 2      | 1      | 0      | 1      | 4      | 5      | -1  |
| Totale           | 66    | 18      | 11      | 4       | 3       | 33      | 16      | 20           | 10           | 2            | 8            | 35           | 42           | 38     | 21     | 6      | 11     | 68     | 58     | +10 |

### Andamento in campionato
| Giornata  | 1 | 2 | 3 | 4 | 5 | 6 | 7 | 8 | 9 | 10 | 11 | 12 | 13 | 14 | 15 | 16 | 17 | 18 | 19 | 20 | 21 | 22 | 23 | 24 | 25 | 26 | 27 | 28 | 29 | 30 | 31 | 32 | 33 | 34 | 35 | 36 |
| --------- | - | - | - | - | - | - | - | - | - | -- | -- | -- | -- | -- | -- | -- | -- | -- | -- | -- | -- | -- | -- | -- | -- | -- | -- | -- | -- | -- | -- | -- | -- | -- | -- | -- |
| Luogo     | C | T | C | T | C | T | C | T | C | T  | C  | T  | T  | C  | T  | C  | T  | C  | T  | C  | T  | C  | T  | C  | T  | C  | T  | C  | T  | C  | T  | C  | C  | T  | C  | T  |
| Risultato | V | N | V | V | P | V | P | P | N | P  | V  | V  | V  | V  | P  | V  | P  | V  | V  | V  | V  | N  | P  | N  | V  | V  | P  | V  | V  | P  | N  | V  | V  | P  | N  | V  |
| Posizione | 2 | 1 | 1 | 1 | 3 | 3 | 3 | 4 | 5 | 7  | 5  | 4  | 4  | 2  | 3  | 3  | 3  | 3  | 2  | 2  | 2  | 2  | 2  | 2  | 2  | 1  | 1  | 1  | 1  | 1  | 1  | 1  | 1  | 1  | 1  | 1  |

Legenda:

Luogo: C = Casa; T = Trasferta. Risultato: V = Vittoria; N = Pareggio; P = Sconfitta.

### Statistiche dei giocatori
| Giocatore     | Challenge League | Challenge League | Challenge League | Challenge League | Coppa Svizzera | Coppa Svizzera | Coppa Svizzera | Coppa Svizzera | Totale   | Totale | Totale      | Totale     |
| Giocatore     | Presenze         | Reti             | Ammonizioni      | Espulsioni       | Presenze       | Reti           | Ammonizioni    | Espulsioni     | Presenze | Reti   | Ammonizioni | Espulsioni |
| ------------- | ---------------- | ---------------- | ---------------- | ---------------- | -------------- | -------------- | -------------- | -------------- | -------- | ------ | ----------- | ---------- |
| S. Beleck     | 19               | 0                | 2                | 0                | 1              | 0              | 0              | 0              | 20       | 0      | 2           | 0          |
| T. Berdayes   | 35               | 6                | 3                | 1                | 2              | 1              | 1              | 0              | 37       | 7      | 4           | 1          |
| B. Beyer      | 36               | 12               | 4                | 0                | 2              | 1              | 1              | 0              | 38       | 13     | 5           | 0          |
| H. Fargues    | 12               | 2                | 2                | 0                | 0              | 0              | 0              | 0              | 12       | 2      | 2           | 0          |
| N. Gétaz      | 23               | 1                | 3                | 0                | 2              | 0              | 0              | 0              | 25       | 1      | 3           | 0          |
| S. Hajrović   | 28               | 0                | 7                | 0                | 1              | 0              | 0              | 0              | 29       | 0      | 7           | 0          |
| J. Hautier    | 32               | 7                | 6                | 0                | 1              | 0              | 0              | 0              | 33       | 7      | 6           | 0          |
| L. Jaquenoud  | 2                | 0                | 0                | 0                | 1              | 0              | 0              | 0              | 3        | 0      | 0           | 0          |
| A. Kabacalman | 34               | 3                | 8                | 0                | 2              | 0              | 1              | 0              | 36       | 3      | 9           | 0          |
| K. Koné       | 27               | 12               | 2                | 0                | 2              | 0              | 0              | 0              | 29       | 12     | 2           | 0          |
| J. Kury       | 7                | 1                | 1                | 0                | 1              | 0              | 0              | 0              | 8        | 1      | 1           | 0          |
| N. Lusuena    | 24               | 2                | 3                | 0                | 1              | 0              | 1              | 0              | 25       | 2      | 4           | 0          |
| B. Malula     | 28               | 1                | 8                | 0                | 1              | 0              | 0              | 0              | 29       | 1      | 8           | 0          |
| K. Martin     | 35               | 0                | 2                | 0                | 0              | 0              | 0              | 0              | 35       | 0      | 2           | 0          |
| E. Maurin     | 5                | 0                | 0                | 0                | 0              | 0              | 0              | 0              | 5        | 0      | 0           | 0          |
| M. Mazzeo     | 0                | 0                | 0                | 0                | 0              | 0              | 0              | 0              | 0        | 0      | 0           | 0          |
| M. Ninte      | 15               | 1                | 2                | 0                | 0              | 0              | 0              | 0              | 15       | 1      | 2           | 0          |
| W. Pogam      | 35               | 1                | 5                | 0                | 0              | 0              | 0              | 0              | 35       | 1      | 5           | 0          |
| M. Rodrigues  | 27               | 5                | 3                | 0                | 1              | 0              | 0              | 1              | 28       | 5      | 3           | 1          |
| M. Rodrigues  | 1                | 0                | 0                | 0                | 1              | 2              | 0              | 0              | 2        | 2      | 0           | 0          |
| A. Rodriguez  | 3                | 0                | 1                | 0                | 0              | 0              | 0              | 0              | 3        | 0      | 1           | 0          |
| H. Samardzic  | 0                | 0                | 0                | 0                | 0              | 0              | 0              | 0              | 0        | 0      | 0           | 0          |
| A. Sauthier   | 33               | 2                | 11               | 0                | 2              | 0              | 1              | 0              | 35       | 2      | 12          | 0          |
| S. Silva      | 32               | 1                | 8                | 0                | 2              | 0              | 0              | 0              | 34       | 1      | 8           | 0          |
| T. Spycher    | 1                | 0                | 0                | 0                | 2              | 0              | 0              | 0              | 3        | 0      | 0           | 0          |
| A. Sörensen   | 19               | 0                | 1                | 0                | 2              | 0              | 2              | 0              | 21       | 0      | 3           | 0          |
| S. Theler     | 13               | 0                | 2                | 0                | 2              | 0              | 0              | 0              | 15       | 0      | 2           | 0          |
| S. Thioune    | 9                | 1                | 1                | 0                | 1              | 0              | 0              | 0              | 10       | 1      | 1           | 0          |
| L. Vishi      | 24               | 5                | 0                | 0                | 2              | 0              | 0              | 0              | 26       | 5      | 0           | 0          |
| C. Zock       | 12               | 0                | 1                | 0                | 0              | 0              | 0              | 0              | 12       | 0      | 1           | 0          |